# Pálkařský průměr
Pálkařský průměr (anglicky batting average, zkráceně BA) je relativní statistický ukazatel útočících baseballových hráčů. Je definován poměrem počtu všech dobrých odpalů (hits) k počtu pokusů na pálce (at bat) během dané doby (obvykle měsíc, sezóna, kariéra). Vyjadřuje schopnost pálkaře dobře odpálit míč a dostat se na mety. Neuvádí se v procentech ani v jiné jednotce, zažitý je tvar '.250' – příklad jednoho dobrého odpalu ze čtyř pokusů na pálce.
Dle dlouhodobého pálkařského průměru lze dělit pálkaře do 4 skupin:
- .000 < BA < .250 – podprůměrný,
- .250 < BA < .280 – průměrný,
- .280 < BA < .300 – nadprůměrný,
- .300 < BA < 1.00 – výjimečný.